# Thalpomena coerulescens
Thalpomena coerulescens är en insektsart som beskrevs av Boris Petrovich Uvarov 1923. Thalpomena coerulescens ingår i släktet Thalpomena och familjen gräshoppor. Inga underarter finns listade i Catalogue of Life.